# Party-Rent-Arena
Party-Rent-Arena – stadion piłkarski w Rosport, w Luksemburgu. Został otwarty w 1965 roku. Może pomieścić 1500 widzów. Swoje spotkania rozgrywają na nim piłkarze klubu Victoria Rosport. Obiekt położony jest tuż nad rzeką Sûre, która w tym miejscu stanowi granicę luksembursko-niemiecką.